# Jaime Torres Bodet
Jaime Torres Bodet (Cidade do México, 17 de abril de 1902 – Cidade do México, 13 de maio de 1974) como escritor utilizou os pseudônimos Celluloide, Sube y Baja e Marcial Rojas (pseudônimo compartilhado com Bernardo Ortiz de Montellano). Foi diplomata, funcionário público, escritor, ensaísta e poeta mexicano; Além disso, atuou como Diretor Geral da UNESCO de 1948 a 1952. Seu trabalho sobre alfabetização foi reconhecido, além de ter implementado a política externa durante o início da Guerra Fria. Ele pertencia ao grupo Los Contemporáneos. Após 16 anos lutando contra o câncer, suicidou-se em 1974.

## Obras publicadas

### Poesia
- Poemas juveniles (1916-1917)
- Fervor (1918)
- Canciones (1922)
- El corazón delirante (1922)
- Nuevas canciones (1923)
- La casa (1923)
- Los días (1923)
- Poemas (1924)
- Biombo (1925)
- Destierro (1930)
- Cripta (1937)
- Sonetos (1949)
- Fronteras (1954)
- Sin tregua (1957)
- Trébol de cuatro hojas (1958)
- Poemas recientes (1965-1966)
- Invitación al viaje (¿?)

### Narrativa
- Margarita de niebla (1927)
- La educación sentimental (1929)
- Proserpina rescatada (1931)
- Estrella de día (1933)
- Primero de enero (1934)
- Sombras (1935)
- Nacimiento de Venus y otros relatos (1941)

### Ensaios
- Lecturas clásicas para niños (1925)
- Contemporáneos (1928)
- Coordinación interamericana (1941)
- Misión del escritor (1942)
- Mensaje a la juventud (1944)
- Educación y concordia internacional (1948)
- La misión de la UNESCO (1949)

### Autobiografia
- Tiempo de arena (1955)

### Artículos publicados
- Muerte de Proserpina, em Revista de Occidente, 1930.

### Outros títulos
- Balzac (1959)
- Memorias (cinco volumes) (1961)
- Tolstoi (1965)
- Rubén Darío (1966), Premio Mazatlán de Literatura 1968
- Proust (1967)